# Albert Charles Seward
Albert Charles Seward FRS (Lancaster, 9 de outubro de 1863 — Oxford, 11 de abril de 1941) foi um botânico e geólogo britânico. Foi conferencista de botânica na Universidade de Cambridge em 1890, e professor de botânica na mesma universidade de 1906 a 1936. É um dos grandes nomes dentro da paleobotânica.

## Biografia
Albert nasceu em Lancaster, em 1863. Seu pai era Abram Seward, de tradicional família vitoriana que herdou os negócios e se dedicou intensamente ao trabalho comunitário, especialmente o religioso, tendo sido prefeito da cidade em 1877. Albert ingressou na Lancaster Royal Grammar School em 1874, onde se interessou por química. Porém depois de ouvir uma palestra de J. E. Marr, ele se interessou pela geologia.
Em 1883, ingressou na Universidade Cambridge, tendo estudado com Humphrey Rolleston e L. E. Shore. Com bolsa de estudos, ele ingressou em matérias de geologia e botânica e foi o professor Thomas McKenny Hughes quem orientou Albert no ramo ainda pouco explorado da paleobotânica. Em 1886, ele começou a estudar plantas fósseis em Manchester com o professor William Crawford Williamson, considerado o fundador da paleobotânica na Inglaterra.
Foi eleito membro da Royal Society em 1898, condecorado com a Medalha Real em 1925 e a Medalha Darwin em 1934. Foi laureado também com a medalha Murchison em 1908 e a Medalha Wollaston em 1930, ambas pela Sociedade Geológica de Londres.

## Morte
Albert morreu em Oxford, em 11 de abril de 1941, aos 77 anos.

## Obras
- "More letters of Charles Darwin", em colaboração com  Francis Darwin, dois volumes, 1903.
- "Darwin and Modern Science" (1909), disponível no sítio Darwin and Modern Science by A. C. Seward - Free Ebook em inglês.